# Pandoravirus
Pandoravirus je rod virů s dvouvláknovou DNA, výjimečných svým tvarem, velkými rozměry i velikostí a strukturou genomu. V r. 2013 byly objeveny 2 druhy, pro oba jsou hostitelem měňavky.

## Objev
Pandoraviry objevil výzkumný tým, vedený Chantal Abergelovou a Jeanem-Michelem Claveriem z Laboratoře strukturní a genomové informace francouzského národního výzkumného centra CNRS. Objev byl publikován v r. 2013. Claverie tak navázal na svůj předchozí objev mimiviru a využil i obdobnou metodu. Odebrané vzorky sedimentů ze dna vystavil působení antibiotik, aby zahubil obsažené bakterie. Vzorky poté aplikoval k laboratorním měňavkám a zjišťoval, zda nehynou. Měňavky zahubené replikujícími se viry poskytly velké množství pandoravirů pro podrobnou analýzu.

## Popis
Pandoraviry mají na viry mimořádně velké rozměry – jejich velikost je přibližně 1 mikrometr, takže je možné je spatřit pouhým optickým mikroskopem. Neobvyklý je i kapkovitý tvar, připomínající spíše bakterie. Mají také nebývale velký genom.
Dosud (2013) byly popsány 2 druhy:
- Pandoravirus dulcis byl objeven v kalech odebraných ze dna sladkovodního jezera v Austrálii. Jeho genom tvoří 1,9 milionu párů bází s 1 502 proteinovými geny.
- Pandoravirus salinus byl objeven v mořském sedimentu v ústí řeky Tunquen na tichomořském pobřeží Chile. Má v genomu 2,47 milionu párů bází a 2 556 proteinových genů a je tak stávajícím rekordmanem mezi známými viry. Předchozího držitele rekordu, Megavirus chilensis s genomem obsahujícím 1,26 milionu párů bází[4][5], tak překonal téměř dvojnásobně. Nejen to, překonal mnohonásobně i genomy některých bakterií[pozn. 1] a přiblížil se velikosti genomu parazitických eukaryot.[pozn. 2]

## Zařazení
Pandoraviry patří k virům s dvouvláknovou DNA, tedy do skupiny (třídy) I. Baltimorovy klasifikace. V systému Mezinárodního výboru pro taxonomii virů (ICTV) pro ně byla navržena nová čeleď Pandoraviridae (dosud nebyla uznána ICTV). Genetické analýzy ukazují, že se však může jednat o hodně odvozené druhy zavedené čeledi Phycodnaviridae.
Rod Pandoravirus patří stejně jako např. Mimivirus či Megavirus do skupiny tzv. jaderně-cytoplazmatických virů s velkou DNA, označované NCLDV (z anglického nucleocytoplasmic large DNA viruses). Ta je někdy považována za novou, čtvrtou doménu živých organismů. Právě neobvyklý tvar a velký genom pandoravirů opět oživil tuto hypotézu, dosud přijímanou skepticky. Navíc bylo zjištěno, že celých 93% genů u pandoravirů je dosud neznámých a velká odlišnost od dříve známých NCLDV nabízí hypotézu, že takových domén by mohlo být více.